# Renato Cecchetto
Renato Cecchetto (n. 28 octombrie 1951, Adria, Veneto, Italia – d. 23 ianuarie 2022, Roma, Italia) a fost un actor și actor de voce italian.

## Biografie
În anii 1970 Cecchetto a urmat cursuri la Academia națională de Artă Dramatică Silvio d'Amico și a început cariera de actor, lucrând cu regizori de film ca Mario Monicelli și Carlo Vanzina. Cu toate acestea, el este mai bine cunoscut în calitate de actor de voce: el a dublat vocea lui Shrek din seria de filme Shrek și a tuturor personajelor filmelor realizate de Disney Pixar care au fost dublate inițial de John Ratzenberger, inclusiv Hamm din seria de filme Toy Story.
Începând din sezonul 12, Ceechetto a devenit noua voce italiană a personajului Cleveland Brown din serialul Family Guy, înlocuindu-l pe Luciano Marchitiello.

## Filmografie
- Bambole: scene di un delitto perfetto (1980)
- Fracchia la belva umana (1981)
- Buona come il pane (1981)
- I fichissimi (1981)
- Caligola - La storia mai raccontata (1982)
- La gorilla (1982)
- Io, Chiara e lo Scuro (1982)
- Amici miei - Atto IIº (1982)
- Pierino colpisce ancora (1982)
- Storia di Piera (1983)
- La piovra (1984) - procurorul Achille Bordonaro
- La piovra 2 (1986) - procurorul Achille Bordonaro
- Italian Fast Food (1986)
- Il tenente dei carabinieri (1986)
- L'estate sta finendo (1987)
- Animali metropolitani (1987)
- Ciao ma'... (1988)
- Fantozzi alla riscossa (1990)
- Abbronzatissimi (1991)
- Parenti serpenti (1992)
- Abbronzatissimi 2 - Un anno dopo (1993)

## Dublaj de voce

### Actori dublați
- Jeffrey Tambor în Marea mahmureală, Marea mahmureală II și Marea mahmureală III
- Timothy Spall în Vanilla Sky
- Jim Doughan în Masca
- Nicholas Worth în Darkman

### Personaje de animație
- Shrek în Shrek, Shrek 2, Shrek the Third și Shrek Ever After
- Hamm în Toy Story, Toy Story 2 și Toy Story 3
- P.T. Flea în A Bug's Life
- The Abominable Snowman în Monsters, Inc. și Monsters University
- School of Moonfish în Finding Nemo
- Mack în Cars, Cars 2 și Cars 3
- Mustafa în Ratatouille
- John în WALL-E
- Tom în Up
- Fritz în Inside Out
- Earl în The Good Dinosaur
- Bill în Finding Dory
- Juan Ortodoncia în Coco
- Cleveland Brown în Family Guy
- Uncle Max în The Lion King 1½
- Mr. Trout în The Boxtrolls
- Razaq în The Breadwinner
- Meow Meow Fuzzyface în BoJack Horseman

## Legături externe
- Renato Cecchetto la Internet Movie Database